# Josep Maria Massons i Esplugas
Josep Maria Massons i Esplugas (Valls, 18 de gener de 1913 - Barcelona, 10 de novembre de 2012) fou un metge català.

## Biografia
Estudià el batxillerat a Saragossa, on es graduà amb Premi Extraordinari l'any 1928, Becari de la Diputació de Tarragona entre 1930 i 1935, i es llicencià en medicina a la Universitat de Barcelona (1934), on va ser alumne d'August Pi i Sunyer i Premi Extraordinari de Llicenciatura l'any 1935 de la mateixa universitat. Exercí com a cirurgià al servei del cos de sanitat de les tropes republicanes i de les Brigades Internacionals en la guerra civil espanyola.
En acabar la guerra no fou depurat gràcies a la mediació del seu amic Joaquim Viola i Sauret. Durant un temps treballà a la càtedra de Farmacologia de Francisco García-Valdecasas a l'Hospital Clínic de Barcelona (1940-1956), on va obtenir plasma de vedella, sense anafilàxia com a substitut del plasma humà.
Creador i director del Laboratori de Productes Farmacèutics DROVYSSA.
Des de 1983 dedicat al cultiu de la Història de la Medicina, tema vers el qual en publicà sis llibres (entre ells la "Historia de la Sanidad Militar española" en quatre volums) i prop d'un centenar d'articles. Destacat en la seva activitat professional, investigadora, pedagògica en la universitat, cívica en defensa de la cultura catalana, social i acadèmica des de la Societat Catalana d'Història de la Medicina i de la Reial Acadèmia de Medicina de Catalunya. El 2008 fou guardonat amb la Creu de Sant Jordi. També fou membre de la Reial Acadèmia de Medicina de Mallorca i de la Nacional de Mèxic.
El llegat personal i familiar del Dr. Massons es conserva al Arxiu Comarcal del Maresme.

## Obra escrita
Medicina i Història de la medicina
- Massons i Esplugas, Josep Maria. Las Transfusiones de plasma o suero animal desanafilactizado en el tratamiento de la anemia aguda, shock tramáutico [sic.], toxicosis del lactante e hipoproteinemias: cuatro años de experiencia clínica / estudio clínico y experimental por el Dr. José M.a Massons.  Laboratorios Químico-Biológicos Pagés & Sarrias, 1946.
- Massons i Esplugas, Josep Maria. Introducción a la plasmoterapia.  Barcelona: Servet, 1947, p. 276.
- Massons i Esplugas, Josep Maria. Francesc Puig: 1720-1797 : i els cirurgians del seu tems.  Promociones y Publicaciones Universitarias, 1993. ISBN 978-84-477-0152-0.
- Massons i Esplugas, Josep Maria. Historia de la sanidad militar española. volum 1.  Ed. Pomares-Corredor, 1994, p. 479. ISBN 978-84-87682-13-1.
- Massons i Esplugas, Josep Maria. Historia de la sanidad militar española. volum 2.  Ed. Pomares-Corredor, 1994, p. 479. ISBN 978-84-87682-14-8.
- Massons i Esplugas, Josep Maria. Historia de la sanidad militar española. volum 3.  Ed. Pomares-Corredor, 1994, p. 479. ISBN 978-84-87682-15-5.
- Massons i Esplugas, Josep Maria. Historia de la sanidad militar española. volum 4.  Ed. Pomares-Corredor, 1994, p. 479. ISBN 978-84-87682-16-2.
- Massons i Esplugas, Josep Maria. La Cátedra de Farmacología de Barcelona entre 1940 y 1980 :una etapa entre el empirismo y la ciencia, 2002.
- Massons i Esplugas, Josep Maria. Història del Reial Col·legi de Cirurgia de Barcelona (1760-1842).  Fundació Uriach 1838, cop. 2002, 2002.

Altres Obres
- Massons i Esplugas, Josep Maria. Un Català a Madrid.  Guissona : Joan Santaeulària, 1990.
- Massons i Esplugas, Josep Maria. Història de la vila de Santa Susanna.  Ajuntament de Santa Susanna, 2000.
- Massons i Esplugas, Josep Maria. Història de la ciutat de Calella.  Edició de l'Arxiu Municipal de Calella, 2005.
- Massons i Esplugas, Josep Maria. Història de la vila de Malgrat de Mar.  Ajuntament de Malgrat, 2010.